# Jang Ga-eul
Jang Ga-eul (kor. 장가을, * 30. September 2006) ist eine südkoreanische Tennisspielerin.

## Karriere
Jang spielt bislang hauptsächlich Turniere der ITF Women’s World Tennis Tour, wo sie bisher einen Titel im Doppel gewinnen konnte.
2024 trat sie bei den Australian Open an, ihrem ersten Grand-Slam-Turnier. Im Juniorinneneinzel erreichte sie mit einem 6:4 und 7:63 die zweite Runde, wo sie dann mit 6:75 und 1:6 Aspen Schuman unterlag. Im Juniorinnendoppel war sie mit Partnerin Charo Esquiva Bañuls an Position vier gesetzt. Die beiden verloren aber bereits ihr Auftaktmatch gegen Julie Paštiková und Julia Stusek mit 4:6, 6:3 und [2:20]. Im April gewann sie mit Partnerin Marija Tkatschowa ihren ersten ITF-Titel im Doppel.

## Turniersiege

### Doppel
| Nr. | Datum         | Turnier  | Kategorie | Belag     | Partnerin         | Finalgegnerinnen                      | Ergebnis |
| --- | ------------- | -------- | --------- | --------- | ----------------- | ------------------------------------- | -------- |
| 1.  | 6. April 2024 | Monastir | ITF W15   | Hartplatz | Marija Tkatschowa | Tessa Johanna Brockmann Ema Kovacevic | 7:5, 6:3 |